# Gare de Vadollano
La gare de Vadollano est une gare ferroviaire située dans la municipalité espagnole de Linares, dans la province de Jaén. Historiquement, la gare était un nœud ferroviaire d'importance secondaire, reliant la ville de Linares et sa zone minière à la ligne Manzanares-Córdoba. Elle est actuellement fermée et n'offre pas de services aux passagers.

## Situation
Elle appartient à la ligne 400 du réseau ferroviaire espagnol à écartement ibérique qui relie Alcázar de San Juan à Cadix, étant située à son point kilométrique 306,1. Elle est située entre les gares de Vilches et Linares-Baeza. Le tronçon est électrifié et à voie unique, mais à partir de Vadollano, la ligne est doublée. Dans le passé, la gare était également la tête d'un embranchement ferroviaire qui reliait Linares et qui a été opérationnel entre 1877 et 1985.

## Histoire

### Premières années et apogée
La gare a été ouverte au trafic le 15 septembre 1866 avec la mise en service du tronçon Vilches-Cordoba de la ligne qui devait relier Manzanares à Cordoue. L'obtention par la société MZA de la concession de cette ligne a été d'une grande importance pour elle, car elle a permis son expansion vers le sud après avoir réussi à relier avec Madrid les deux destinations qui honoraient son nom (Saragosse et Alicante). Au début, les installations s'appelaient « Linares ».
En 1877, un embranchement ferroviaire a commencé à fonctionner depuis la gare de Vadollano et a atteint le centre de Linares, reliant cette ville à la ligne Manzanares-Córdoba,. Dans ce contexte, elle a changé de nom, recevant la dénomination de « Vadollano ». La nouvelle situation a donné une grande importance à la gare, qui s'est dotée d'importantes installations ferroviaires : bâtiment des cheminots, quai de chargement des marchandises, rond-point tournant, dépôt de locomotives, ateliers, logements, etc. Au début du XXe siècle, la construction d'un chemin de fer entre Vadollano et Chinchilla a été envisagée, mais le projet ne s'est jamais concrétisé.
En 1941, avec la nationalisation de l'ensemble du chemin de fer à écartement ibérique, la gare et ses installations ont été intégrées à la nouvelle société RENFE. Au fil des années, un centre de population s'est formé autour de la station, dépendant de la municipalité de Linares, qui, en 1950, comptait 471 habitants.

### Déclin
À partir des années 1960, le déclin du complexe de Vadollano a commencé, après la fermeture du dépôt de locomotives et d'autres installations connexes. La station est restée opérationnelle jusqu'en 1985, date à laquelle elle a été fermée au public et a cessé de fournir des services. La ligne secondaire Vadollano-Linares sera également fermée au trafic à cette époque, ce qui réduira encore l'importance de Vadollano. Depuis janvier 2005, après le déclin de l'ancienne RENFE, Adif devient le propriétaire des installations ferroviaires.

## Caractéristiques
La gare était considérée comme une jonction entre la ligne Mananzares-Córdoba et l'embranchement Linares-Vadollano, qui se raccordait au chemin de fer principal. Par le passé, elle disposait d'une large plate-forme de voies, avec jusqu'à huit voies de service. Elle disposait également d'une réserve de locomotives — selon la gare de Córdoba —, pour laquelle elle disposait d'un hangar à locomotives et d'un rond-point tournant avec huit voies de service sous abri et quatre autres voies à l'air libre.
Elle dispose actuellement de trois voies de service et d'autant de voies de réserve. Le bâtiment des passagers, après avoir été hors service pendant de nombreuses années, a été démoli en janvier 2020,.